# Wolf & Leopards
Albums de Dennis Brown
Visions Of Dennis Brown
(1977) Words Of Wisdom
(1979)
Wolf & Leopards est un album Dennis Brown paru sur son propre label DEB, au début du mois de mai 1977.
Profitant du succès de Visions Of Dennis Brown, sorti deux mois plus tôt, Dennis Brown décide de produire un nouveau LP mélange de nouvelles compositions et de reprises, mais surtout de morceaux déjà sortis en singles durant les deux dernières années sur le label de Niney (Observer) et sur le sien (DEB).
Et le succès est une fois de plus au rendez-vous, puisque Wolf & Leopards reste presque un an dans le classement des meilleures ventes reggae d'Angleterre (qui parait dans la revue Black Echoes), sans toutefois parvenir à battre pas le record de son prédécesseur (vingt mois). Aucun autre disque de Dennis Brown ne deviendra aussi populaire que ces deux albums.
On compte de nombreuses rééditions de Wolf & Leopards : en vinyle par Joe Gibbs, Observer, WeedBeat (1979) et Blue Moon, mais également en CD par Blue Moon, Dressed to Kill, Badda (2005) et VP (2006).

## Titres
Face A
1. Wolf And Leopards (Lee Perry, Dennis Brown) - 2:42
2. Emmanuel (Dennis Brown) - 3:45
3. Here I Come (Dennis Brown) - 2:57
4. Whip Them Jah Jah (Dennis Brown) - 2:29
5. Created By The Father (Dennis Brown) - 2:37

Face B
1. Party Time (Leroy Sibbles, Earl Morgan, Barry Llewellyn) - 2:12
2. Rolling Down (a.k.a. Rain From The Skies) (Burt Bacharach, Hal David) - 2:17
3. Boasting (Dennis Brown) - 3:14
4. Children Of Israel (Dennis Brown) - 2:48
5. Lately Girl (Dennis Brown) - 2:20

### Réédition CD (VP)
1. Wolf And Leopards - 2:46
2. Emmanuel - 3:53
3. Here I Come - 2:58
4. Whip Them Jah Jah - 2:33
5. Created By The Father - 2:40
6. Party Time - 3:20
7. Rolling Down (a.k.a. Rain From The Skies) - 4:24
8. Boasting - 3:43
9. Children Of Israel - 3:07
10. Lately Girl - 2:25
11. By The Foot Of The Mountain - 2:52
12. (Brother) Stop The Fussing And Fighting - 4:19
13. Breaking Down The Barriers - 3:17

## Musiciens
- Batterie : Sly Dunbar, Mickey "Boo" Richards
- Basse : Lloyd Parks, Bo Peep
- Guitare : Willie Lindo
- Clavier : Franklyn "Bubbler" Waul
- Orgue : Winston Wright
- Trompette : David Madden
- Saxophone : Dean Fraser
- Trombone : Nambo Robinson